# Rally-VM 1995
Rally-VM 1995 kördes över åtta omgångar och vanns av Colin McRae, Storbritannien. Toyota diskvalificerades efter ett fusk i samband med Spaniens rally, men Didier Auriols seger i Frankrike stod kvar.

## Statistik

### Delsegrare
| Rally               | Vinnare          | Bilmärke   |
| ------------------- | ---------------- | ---------- |
| Monte Carlo-rallyt  | Carlos Sainz     | Subaru     |
| Svenska rallyt      | Kenneth Eriksson | Mitsubishi |
| Portugisiska rallyt | Carlos Sainz     | Subaru     |
| Korsikanska rallyt  | Didier Auriol    | Toyota     |
| Nyzeeländska rallyt | Colin McRae      | Subaru     |
| Australienrallyt    | Kenneth Eriksson | Mitsubishi |
| Katalanska rallyt   | Carlos Sainz     | Subaru     |
| Brittiska rallyt    | Colin McRae      | Subaru     |

### Slutställning
| Placering | Förare            | Bilmärke   | Poäng |
| --------- | ----------------- | ---------- | ----- |
| 1         | Colin McRae       | Subaru     | 90    |
| 2         | Carlos Sainz      | Subaru     | 85    |
| DQ        | Juha Kankkunen    | Toyota     | 62    |
| DQ        | Didier Auriol     | Toyota     | 51    |
| 3         | Kenneth Eriksson  | Mitsubishi | 48    |
| 4         | François Delecour | Ford       | 46    |